# Odon de Crussol
Pour les autres membres de la famille, voir Maison de Crussol.
Odon de Crussol ou de Chaponay, est un évêque de Valence de la seconde moitié du XIIe siècle. 

## Biographie
Odon ou Eudes appartient à la famille des seigneurs de Crussol. Ulysse Chevalier (1869), dans le commentaire de la charte no IX (1163) du Cartulaire de Léoncel, le désigne ainsi « Odon ou Eudes de Chaponay, évêque de Valence ». Il est aussi mentionné sous le nom de Odon de Chaponay, dans la liste épiscopale du Diocèse de Valence.
Il est doyen du chapitre cathédral de Valence avant de devenir évêque de Valence de 1156 à 1185, (voire 1188).
En tant qu'évêque, il favorise les ordres religieux nouveaux au XIIe siècle : son épiscopat, le premier à être solidement documenté, est marqué par l'essor du prieuré de Beaumont, peuplé par les moines de La Chaise-Dieu, de la commanderie templière Saint-Emilien à Valence et surtout, des abbayes de Léoncel dans le Vercors et de Saint-Ruf, dans l'île de l'Epervière, au sud de Valence. 
Le 23 novembre 1157, il reçoit un diplôme de l'empereur Frédéric Barberousse lui confirmant les droits régaliens et possessions de l'Église de Valence, c'est-à-dire la cité de Valence « et tout ce qu'elle comprend ; comté, églises, abbayes, monastères, foires, marchés, duels, monnaie, etc. ; les châteaux […] ». Son autorité s'exerce ainsi essentiellement sur la plaine de Valence et la vallée du Rhône jusqu'à Loriol : le reste du Valentinois reste sous la domination de maisons allodiales : les Poitiers (Valence), les Adhémar (Montélimar), les Bastet (rive droite du Rhône). À Valence, il doit composer avec les bourgeois à la suite de l'intervention de l'empereur en 1178.